# Планина, Томаж
Томаж Планина (словен. Tomaž Planina; 17 марта 1934, Шкофья-Лока — 31 декабря 2014, Лашко, Савиньска) — словенский пещерный фотограф, спелеолог и ботаник. Известен своими работами в области пещерной фотографии, лабораторными испытаниями веревок, особенно узлов, и своим вкладом в развитие одноверевочной техники SRT.

## Детство, образование и карьера

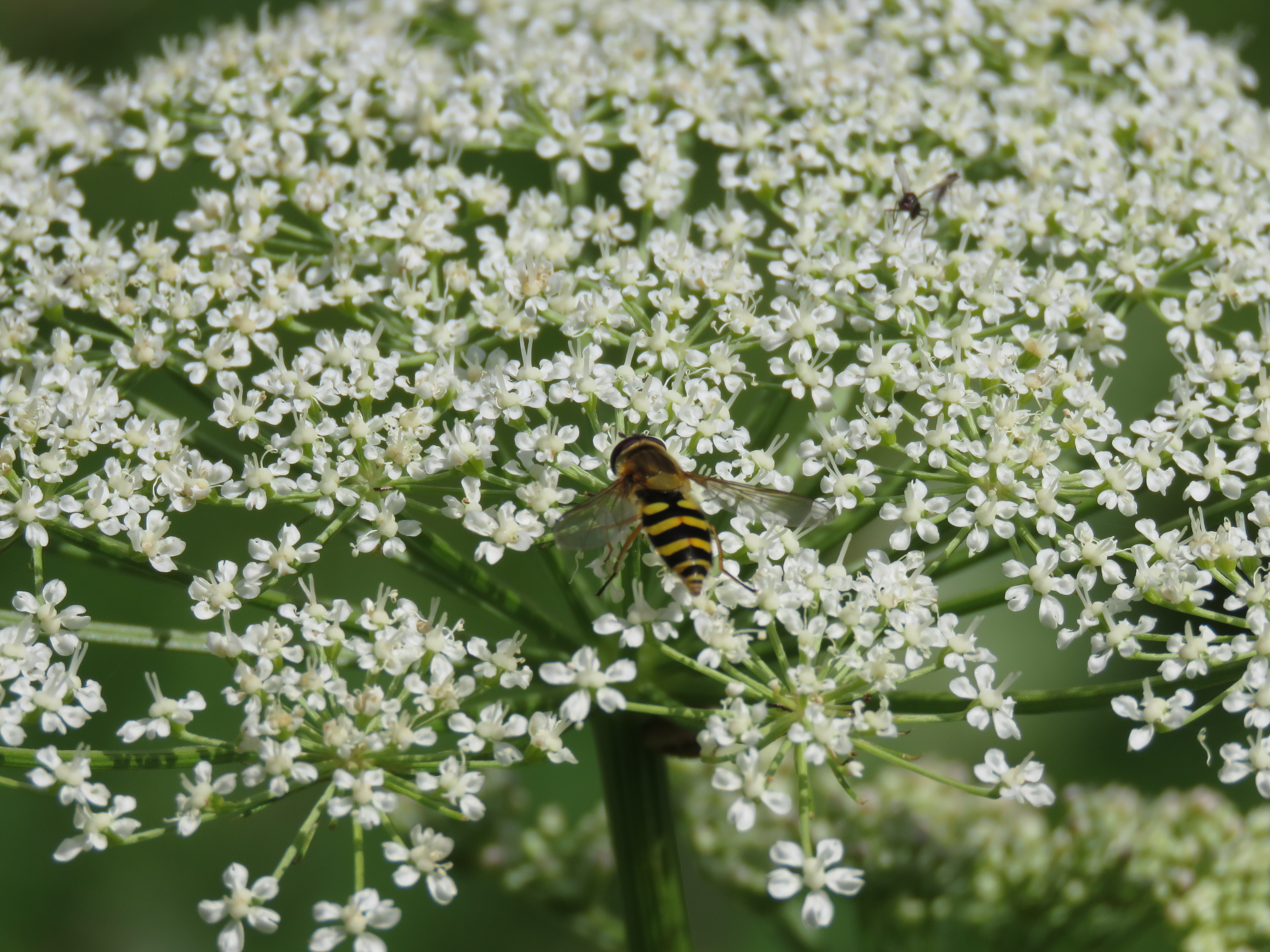
Ligusticum seguieri с осой

Родился в городе Шкофья Лока, в семье Франца Планины, географа, картографа, биолога, директора Музея естественной истории Словении и Маринки Планина. После начальной и средней школы в Любляне, куда переехала семья, окончил биологический факультет Люблянского университета в 1957 году. Тема его дипломной работы «Ligusticum seguieri v jugovzhodnih apneniških Alpah» («Ligusticum seguieri в юго-восточных известняковых Альпах») — корневое растение солодки из семейства Apiaceae. Несмотря на достижения Планины в ботанике и создание широко известного гербария, он не стал продолжать академическую карьеру, и устроился на работу в Центр разработок и технологий компании Искра электроника и автоматизация, где специализировался в области коррозии электрических контактов, вызванной биологическими факторами и загрязнением воздуха. Он работал на различных должностях, в том числе и на должности руководителя исследовательского проекта; эта область оставалась его призванием всю его профессиональную жизнь.

## Спелеология
Экскурсии в пещеры школьного научного кружка, организованные пионером спелеологии в Словении Павлом Кунавером, были очень популярны, и именно это заставило Планину заинтересоваться пещерами. Он присоединился к DZRJL — Люблянскому обществу исследования пещер — в 1950 году, когда ему было 16 лет, и в 1954 году внес свой первый вклад в составление Словенского спелеоатласа — пещерного реестра, тремя новыми пещерами выше Врхники. До 1992 года он зарегистрировал 51 новую пещеру, в основном в низинном карсте.

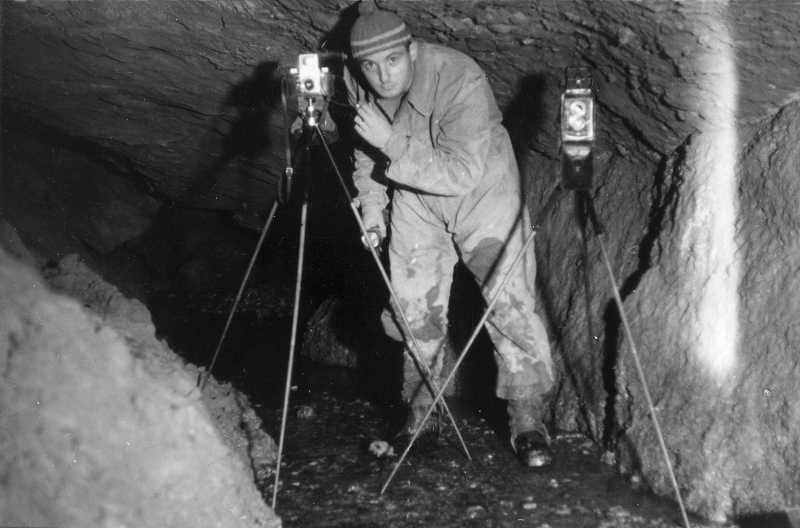
Планина на пещерной фотосессии, 1960 год.

С 1953 по 1956 годы участвовал в первых исследованиях высокогорного карста на плато Мали-поди ниже горы Скута в Камник-Савиньских Альпах. В последующие годы также присоединился к нескольким экспедициям в пещеру Триглавско брезно на плато Триглава, высота 2377 м. Надежды на большую глубину не оправдались из-за непроходимого ледяного ущелья на глубине 274 м. Вместе с Йоже Штирном написал обзорную статью о высокогорном карсте, которая была опубликована после его смерти. В середине 1960-х гг. произошла смена поколений — в Люблянском обществе исследования пещер команда, образованная до Второй мировой войны уступила место более молодым спелеологам. Это сразу отразилось в более амбициозной программе, вдохновленной большим успехом 1963 года, когда небольшая группа молодых спелеологов преодолела узкий проход в конце пещеры Найдена яма (Najdena jama). Пещера, обнаруженная Вильемом Путиком в конце XIX века над воронками реки Уница, несущей воды из пещеры Постойнска-Яма, была всего 250 метров в длину, но ожидалось соединение с подземной рекой. После прорыва открылась большая пещера длиной 5 км.

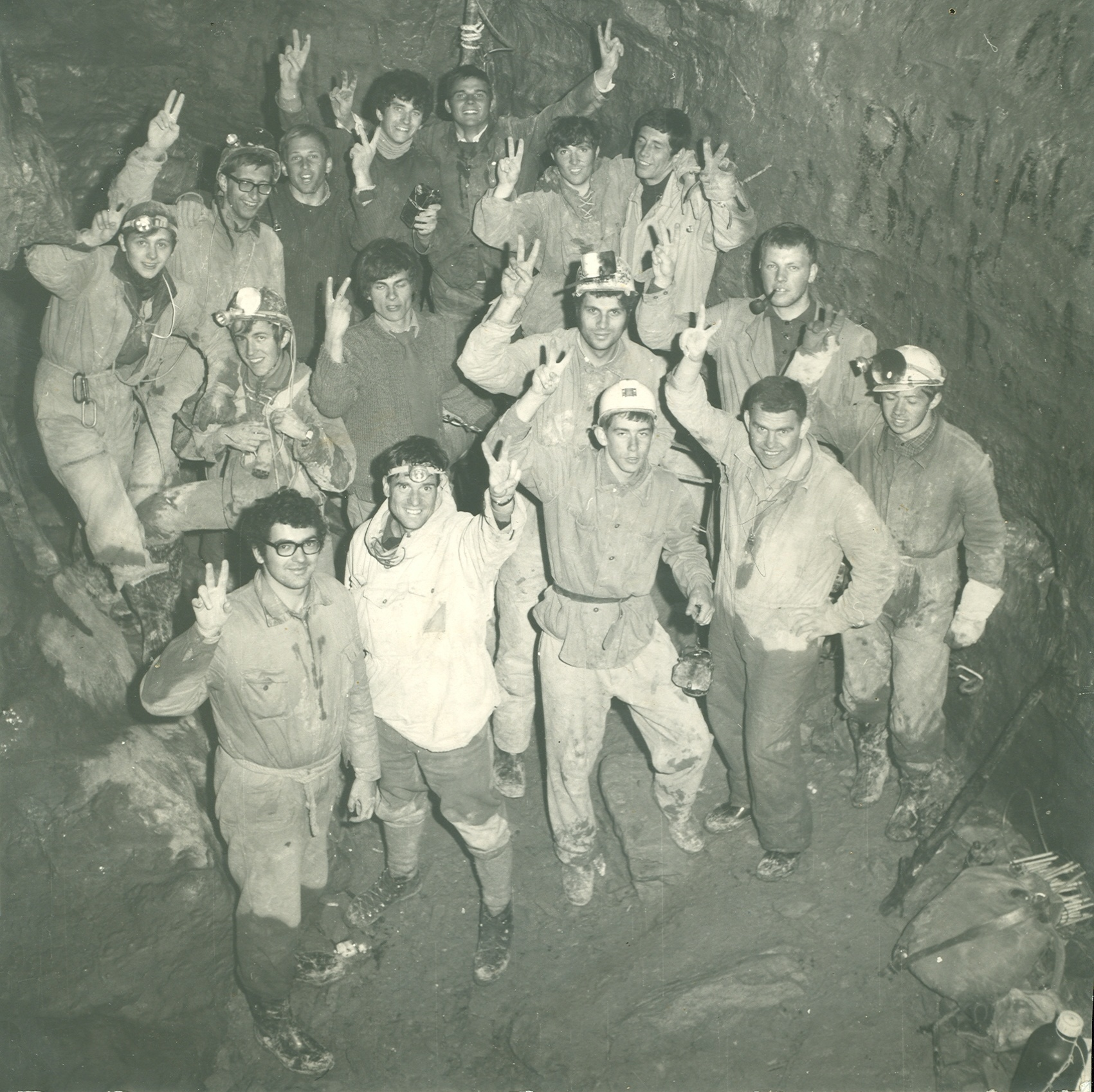
Команда DZRJL, Жанкана яма, 1969 г.

Планина руководил DZRJL в периоды с 1967 по 1971 год и с 1984 по 1986 год. Под его руководством прошли экспедиции в очень глубокие пещеры. Наибольшее значение имела экспедиция из 20 человек в 1969 году в пещеру Жанкана яма (как её называют местные жители) недалеко от деревни Рашпор, в Истрии, Хорватия. Это провал местного ручья, который летом пересыхает. В нём после нескольких начальных колодцев небольшого размера открывается большая подземная пропасть глубиной 200 м. Между Первой мировой войной и Второй мировой войной Истрия принадлежала Италии, в литературе пещера называлась Абиссо Бертарелли, она исследовалась в 1924 и 1925 годах. При глубине 450 м с 1924 по 1926 год она считалась самой глубокой пещерой в мире. После 1959 года это была самая глубокая пещера в Югославии, в которую входили Словения и Хорватия. За ней шли Готовж (также в Истрии, −420 м) и Язбен (Словения, −365 м). Поскольку часто случалось, что итальянские съемки пещер Словенского Приморя до Второй мировой войны показывали большую глубину, чем были на самом деле, одной из целей экспедиции было провести новую точную съемку. Экспедиция достигла ранее известного дна пещеры, итальянского сифона, на глубине 346 м и далее продвинулась по длинному невысокому илистому горизонтальному тоннелю до словенского сифона на глубине 361 м. Новая глубина переместила пещеру на третью позицию в списке самых глубоких югославских пещер. Последовавшие экспедиции DZRJL в Готовж и Язбен уменьшили глубину Готовжа до 320 м, а Язбена до 334 м. Жанкана яма осталась на первом месте. Эти достижения поставили DZRJL на вершину югославской спелеологии того времени.
Следующая большая экспедиция под руководством Планины была в Бездне у головы серны (Brezno pri gamsovi glavici) над Бохинским озером в сентябре 1972 года. Пещера была обнаружена в 1969 году спелеологами спелеоклуба Железничар (Железнодорожный спелеологический клуб), другого Люблянского спелеологического общества. Они пещеру исследовали до глубины 40 м в 1969 году, до −170 м в 1970 году, до −475 м в 1971 году и до −615 м в августе 1972 года в экспедиции, в которой также участвовал Юрий Анджелич-Йети, член DZRJL. Глубины не измерялись, а просто оценивались, поэтому задачей команды DZRJL, в которую входил Йети, хорошо знавший пещеру, было провести съемку и найти возможное продолжение. Глубина пещеры была скорректирована до 444 м, стала второй по глубине пещерой в стране, также было найдено продолжение. В ближайшие годы следующие экспедиции DZRJL углубили пещеру до 817 м.
Основными спелеорайонами в Словении, где работал Планина, были Церкнишкое озеро и пещеры Планинского поля, особенно Раков Шкоцян, Крижна яма и Найдена яма. За пределами Словении он был хорошо знаком с горным хребтом Велебит в Хорватии и массивом Дурмитор в Черногории — некоторые части этих областей он знал лучше местных.

## Испытания веревок
В 1970-их годах, когда техника одной верёвки SRT заменила использование тросовых гибких лестниц и одновременно упростила и облегчила спуск и подъём в глубоких шахтах, Планина заинтересовался вопросом безопасности. Спелеолог больше не был защищен двойной проволокой и страховочной веревкой в руках коллеги над шахтой — контакт веревки со стеной, пригодность снаряжения для спуска и подъёма, износ веревки стали самыми важными факторами. Он проверял прочность веревки на разрыв в лаборатории учитывая её возраст, пропитку, износ, и узлы, которыми была закреплена веревка. Планина также был одним из основателей словенской Службы спасения в пещерах и членом редакционной коллегии главного словенского журнала о пещерах Naše jame (Наши пещеры) с 1977 года до самой смерти.

## Пещерная фотография

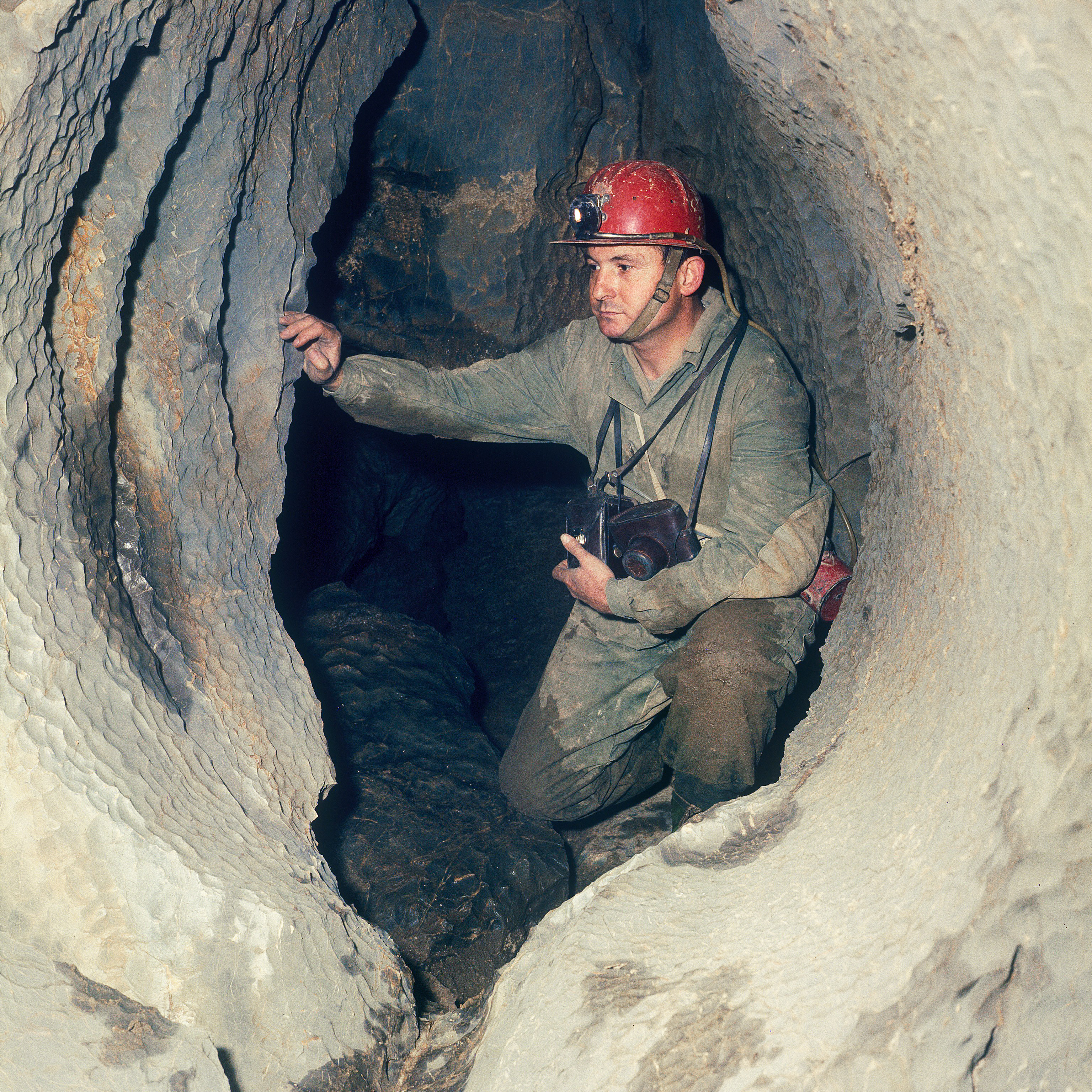
В пещере Крижна яма, 1974 г.

Планина стал третьим в списке великих словенских пещерных фотографов после Богомила Бриншека (1884—1914) и Франца Бара (1901—1988), у которого он научился искусству фотографии в пещерах. Уже в 1960-х годах он начал использовать 35 мм однообъективный зеркальный фотоаппарат вместо крупноформатных фотоаппаратов, которые повсеместно использовались в пещерной фотографии того времени. Планина также отказался от магниевой вспышки как средства освещения из-за сильного загрязнения воздуха в пещерах при её применении, и стал первым, кто освоил использование электронной вспышки. Правильное освещение больших подземных залов, особенно поверхностей с низким уровнем отражения, таких как глина, требует большого количества вспышек большой мощности, обычно с нескольких позиций. Чтобы эффективно применять электронные вспышки, Планина добавил большой внешний батарейный блок, сокративший время зарядки вспышки до нескольких секунд и увеличил ресурс до несколько сотен срабатываний. Он запечатлел на фотографиях большинство экспедиций DZRJL в 1960-х и 1970-х годах. Его наиболее успешные работы были сделаны в обводнённой пещере Крижна яма. Работы Планины регулярно появлялись в естественнонаучной прессе, использовались для рекламы пещер, а также он публиковал статьи о пещерах и технике пещерной фотографии.

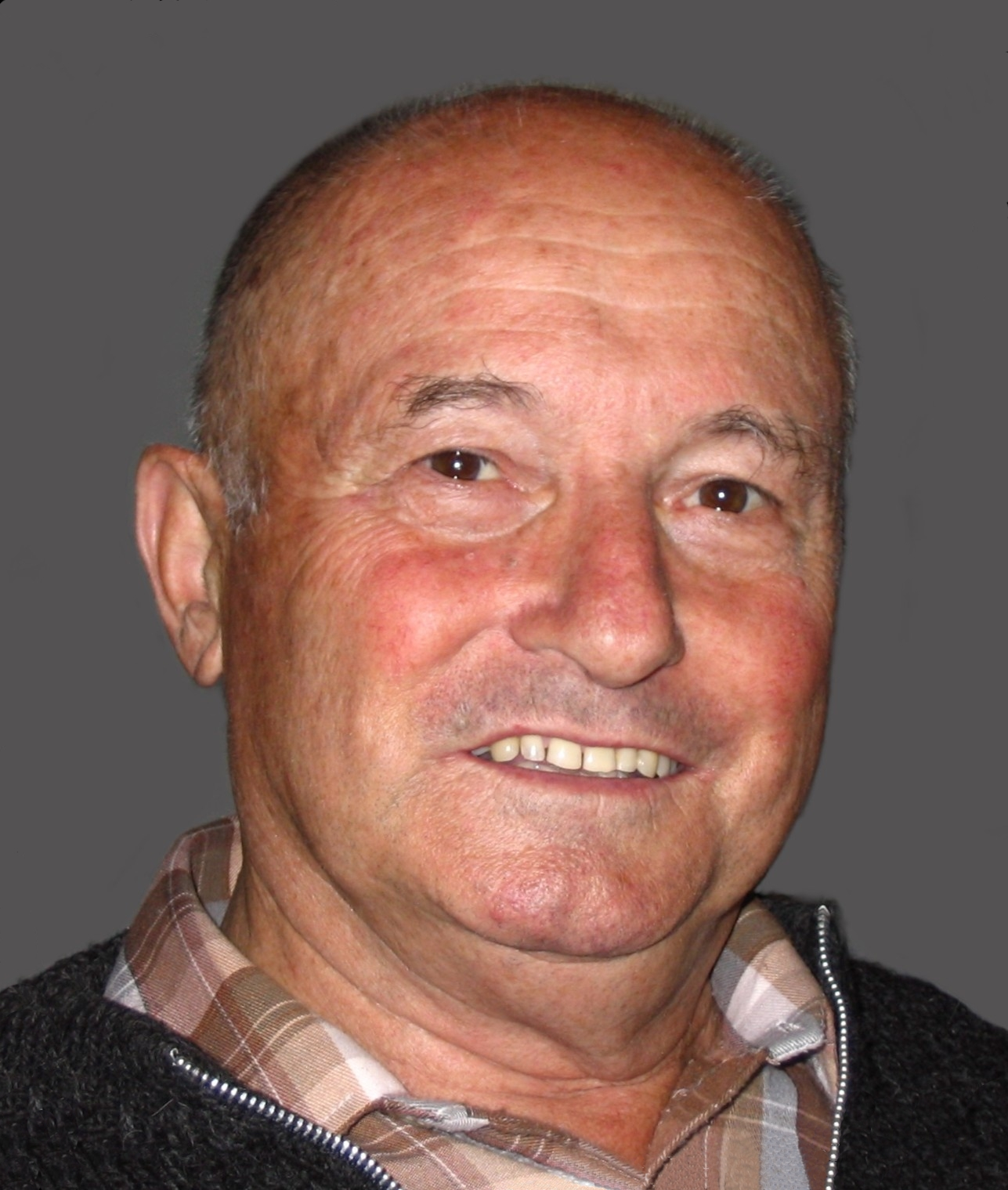
Планина в 2000 г.

## Несчастный случай в горах
Во время экскурсии на гору Яловец, 2645 м, в 1994 году большой камень покатился по снежному кулуару и травмировал Планине ногу ниже колена. Выздоровление, завершившее его профессиональную карьеру, длилось несколько лет, он снова мог ходить, но так и не восстановился полностью. Он умер незадолго до кануна Нового года 2015 года от осложнений после продолжительной болезни.

## Наследие
Работа Планины отражается во многих достижениях его родного спелеологического учреждения — Люблянского общества исследования пещер — и словенской спелеологии в целом, важным является его вклад в улучшение и безопасность спелеологического снаряжения. Он проявлял уважение к нетронутой пещерной среде, открыл путь к чистой и экологичной пещерной фотографии. Планина был мостом между поколениями и великим наставником, его будут помнить за идеи, решения проблем, безграничный юмор и необычайную любовь к спелеологии и пещерам.

## Фотогалерея

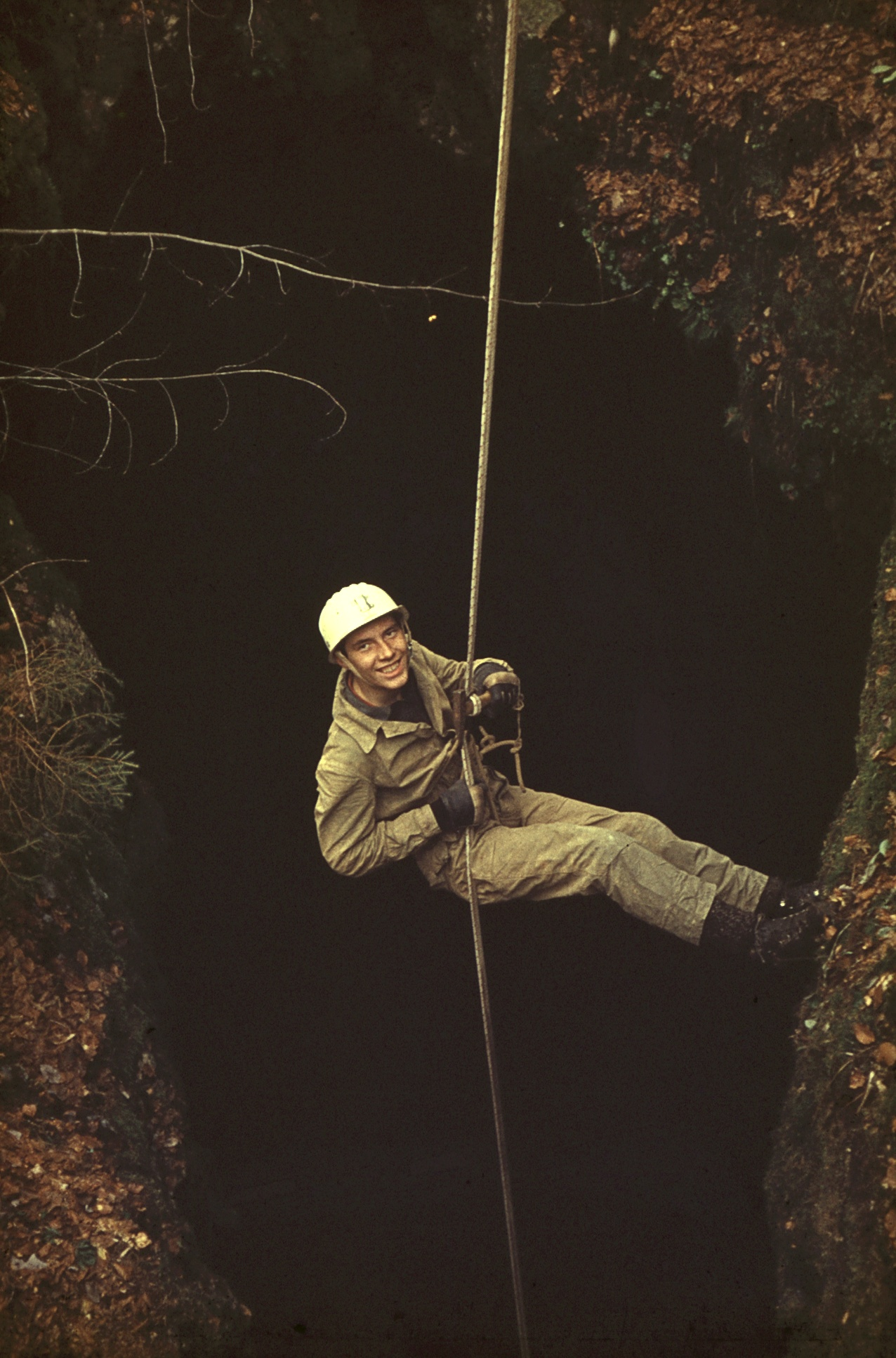
Молотковый тормоз, 1961 г.
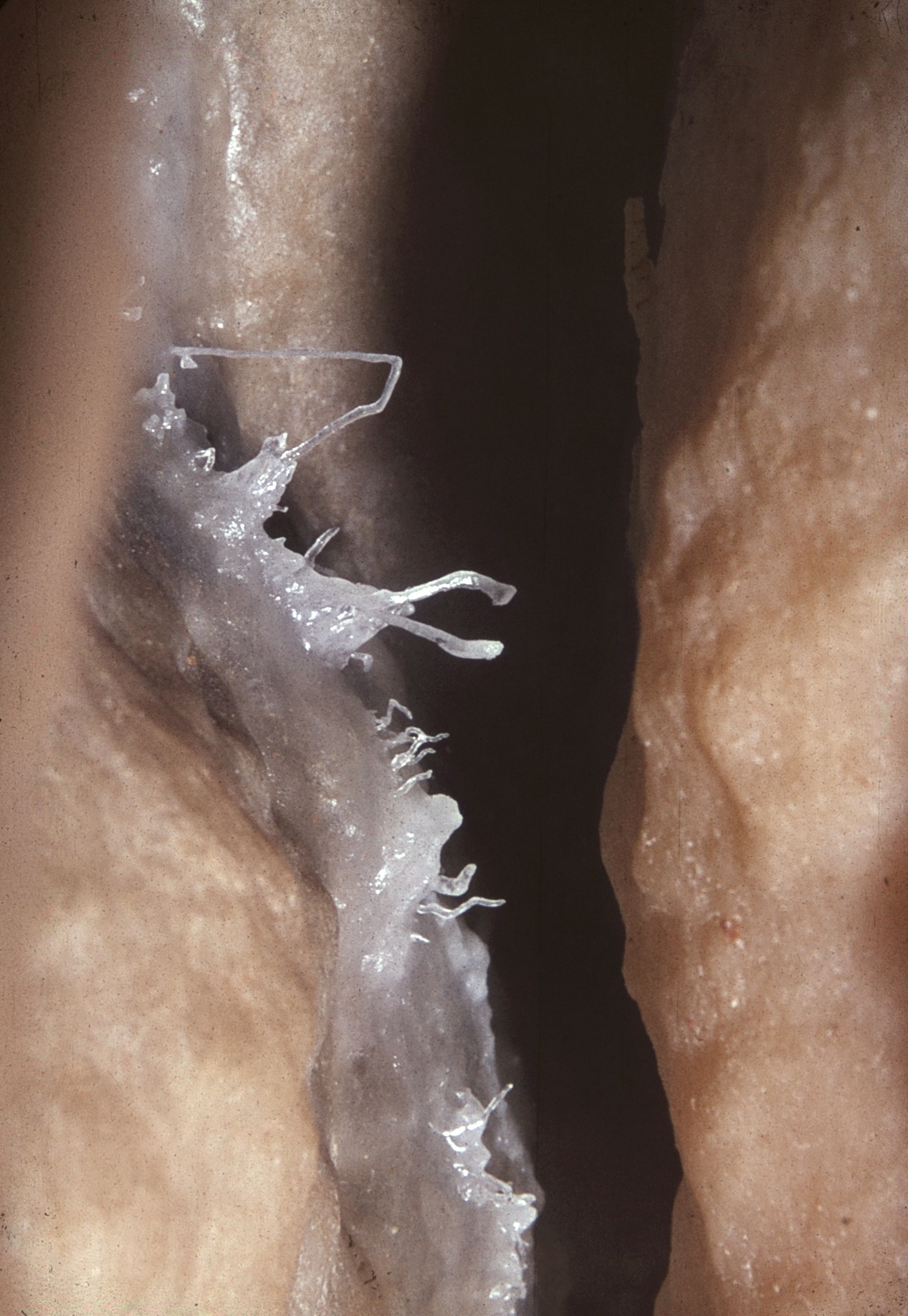
Геликтиты на сталактите, 1966 г.
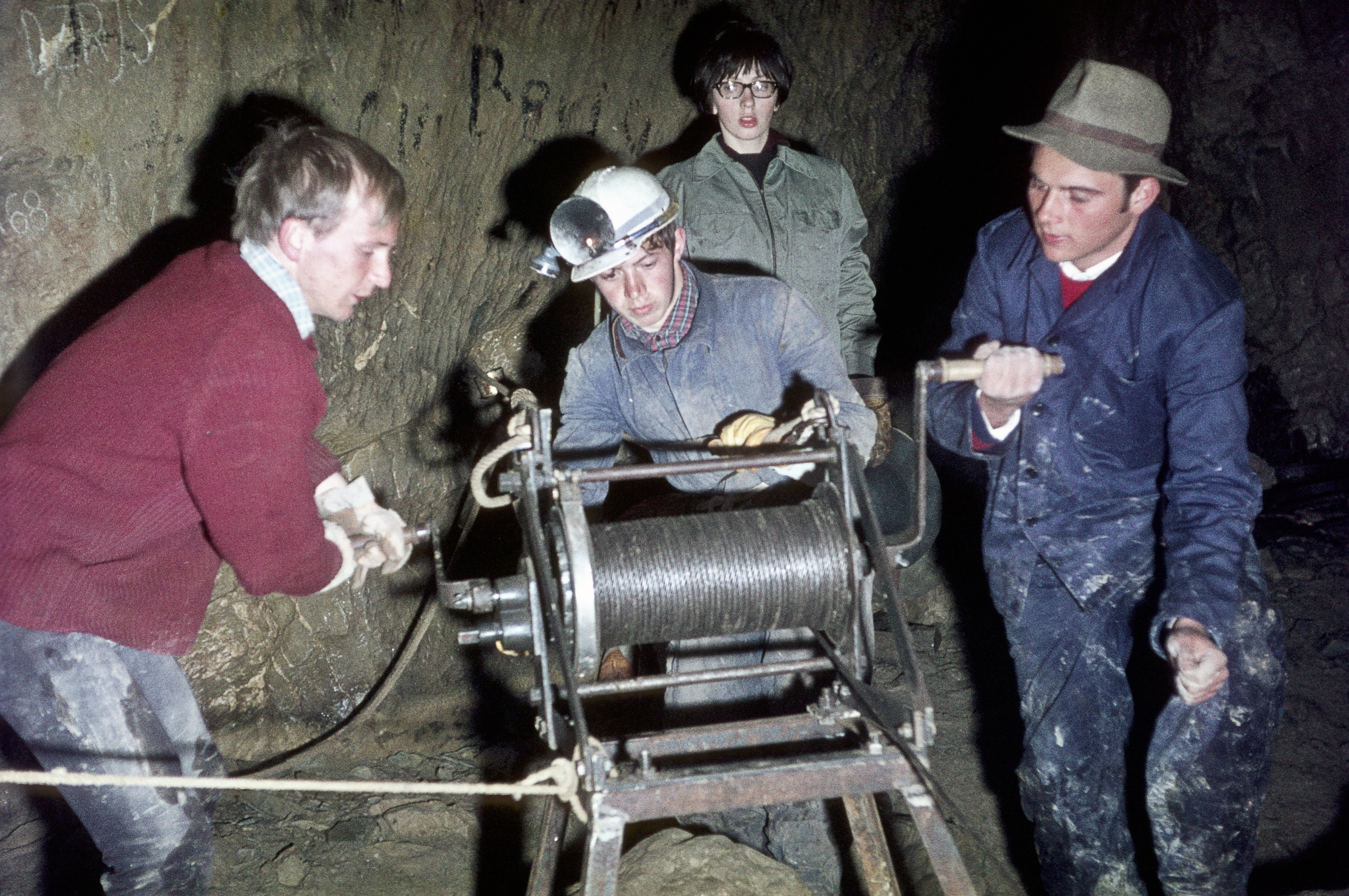
Привод ручной лебедки, 1969 г.
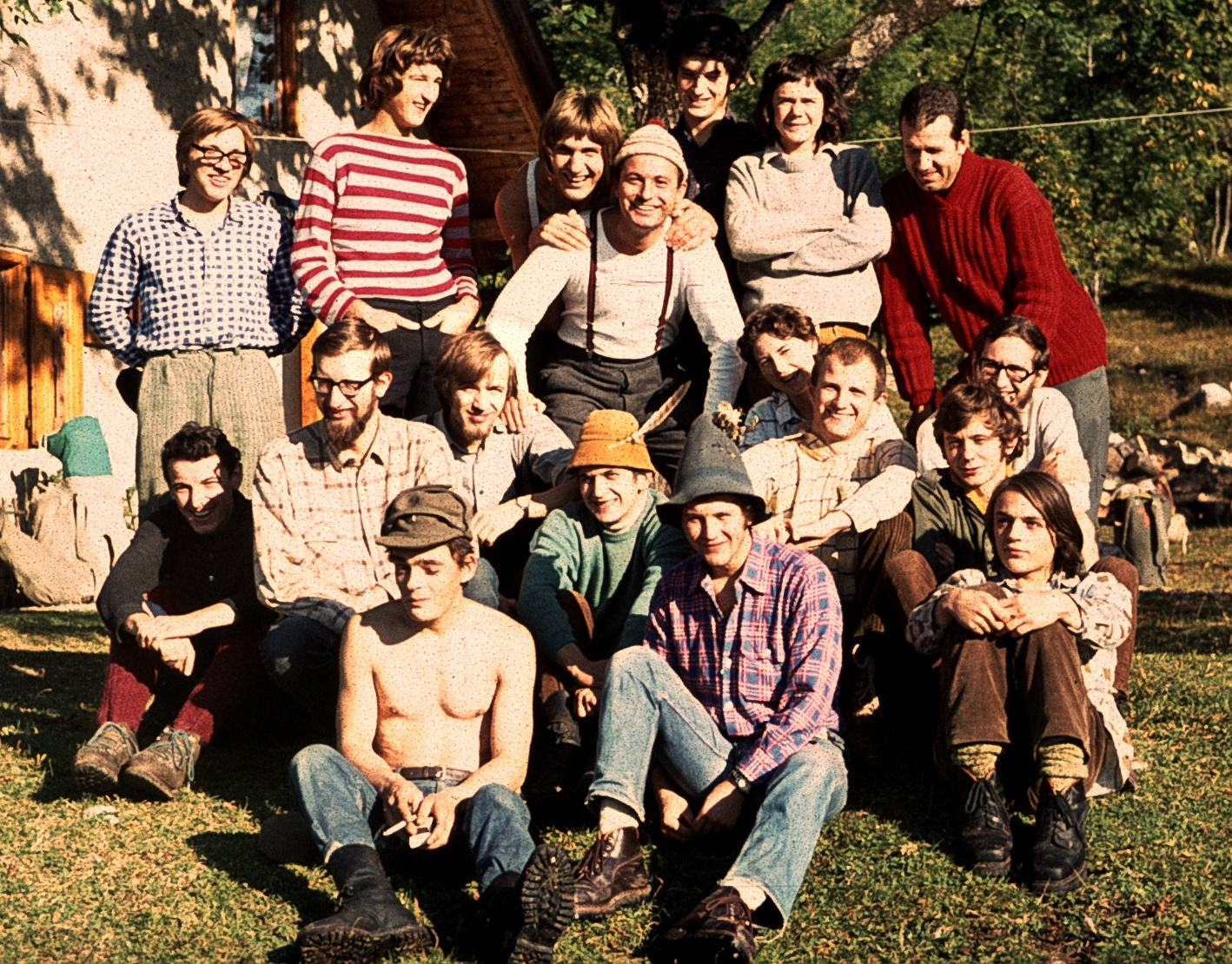
Экспедиция DZRJL, Вогар, 1972 г.
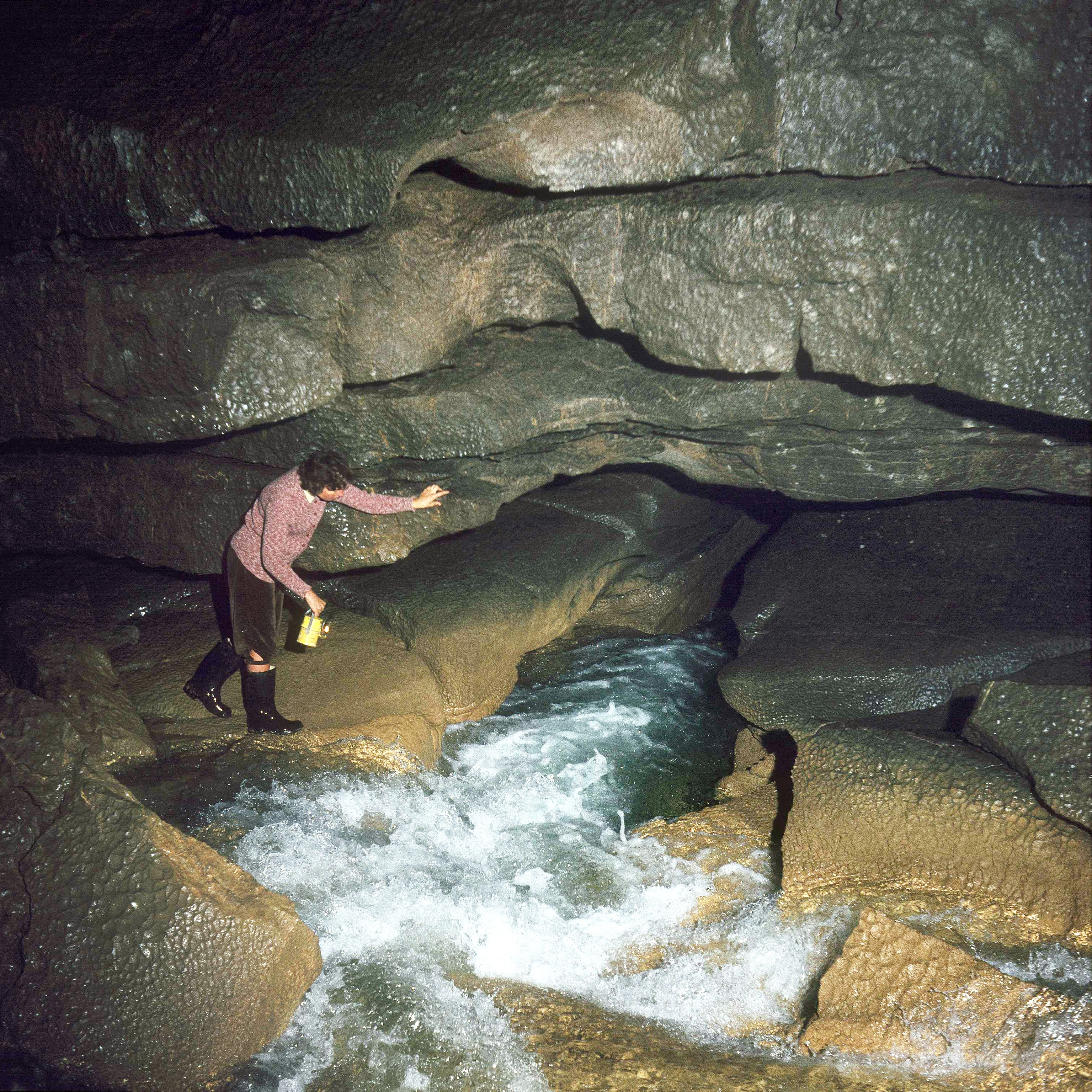
Воронка пещерного ручья, 1973 г.
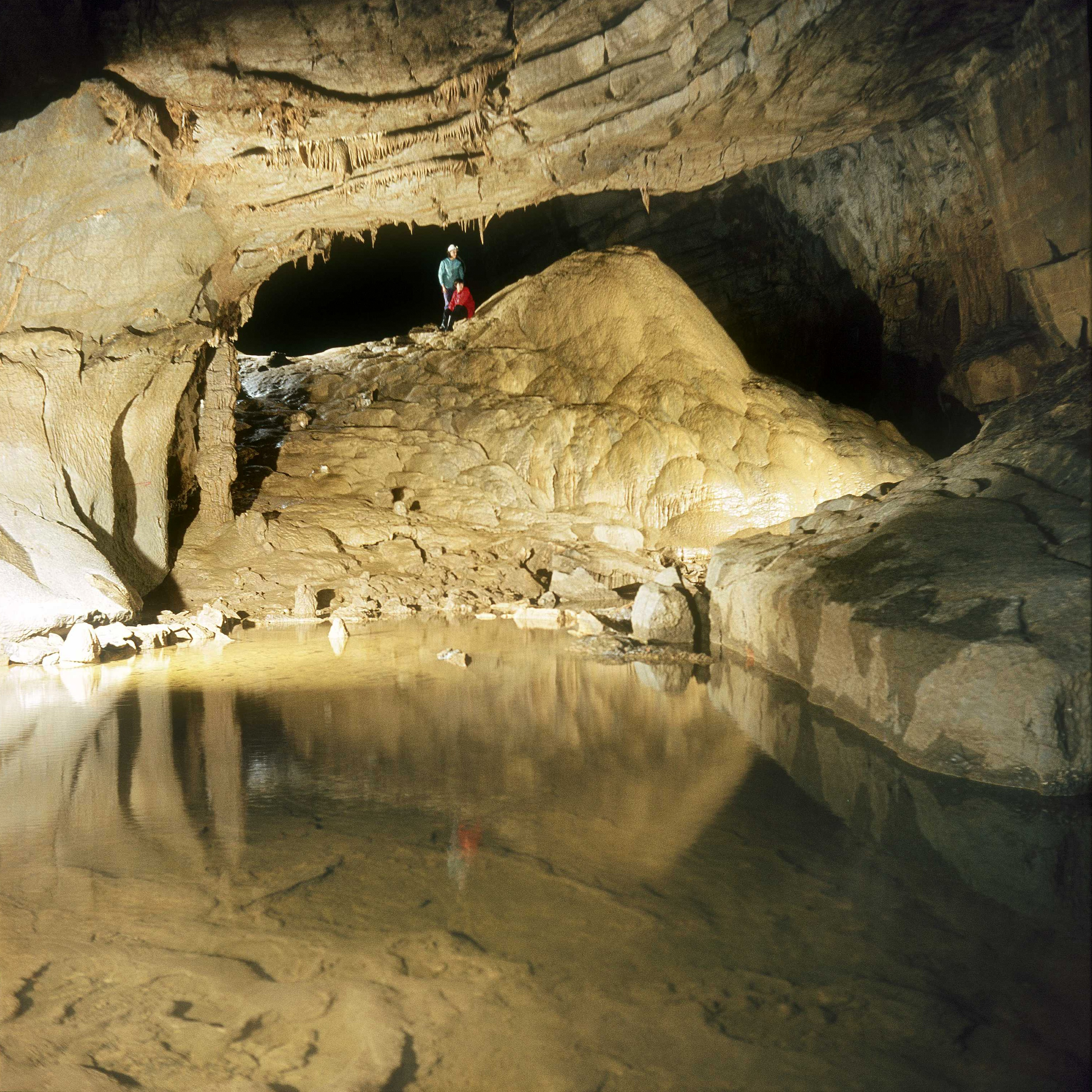
Чимборасо над озером, 1973 г.
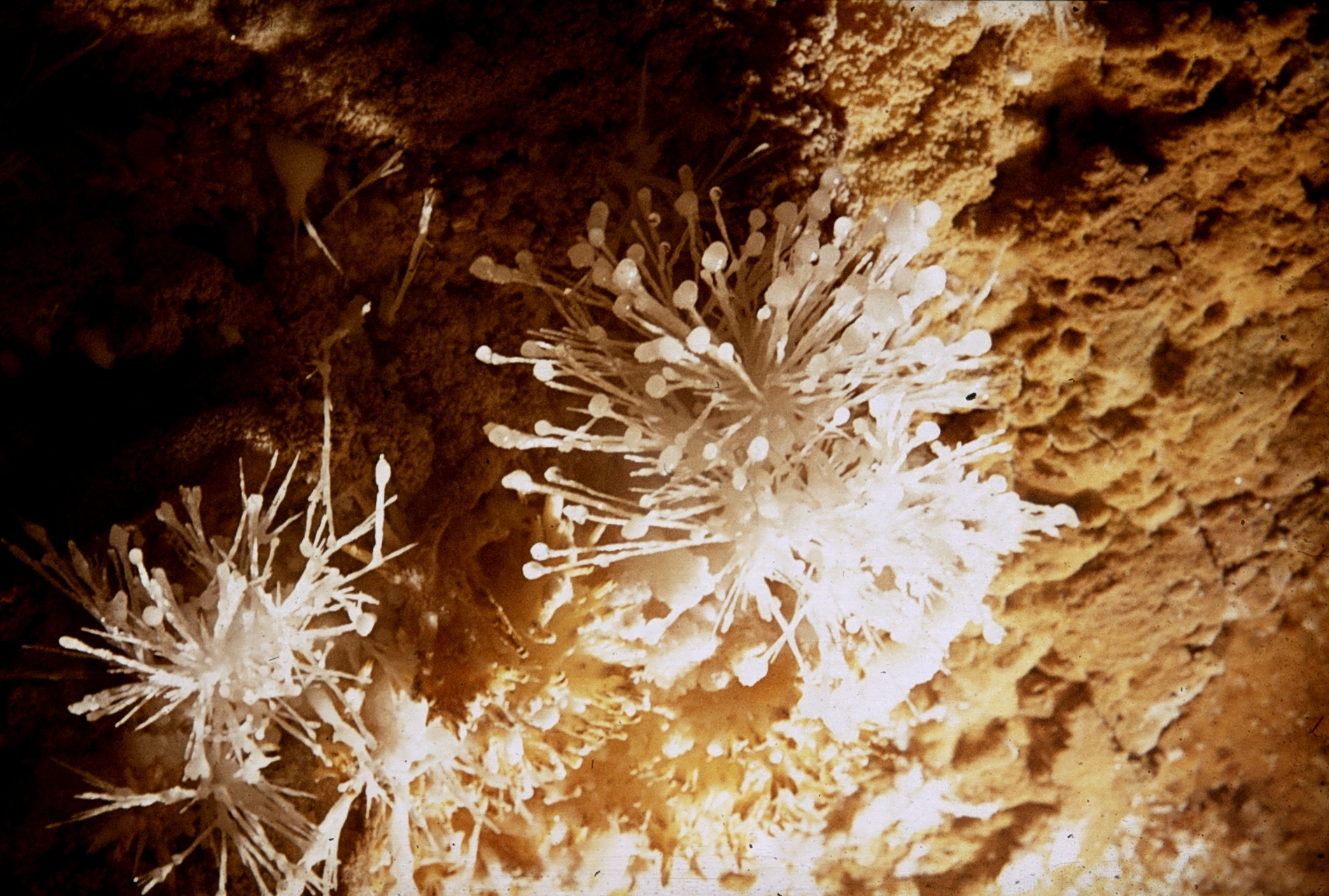
Кристаллы арагонита, 1973 г.
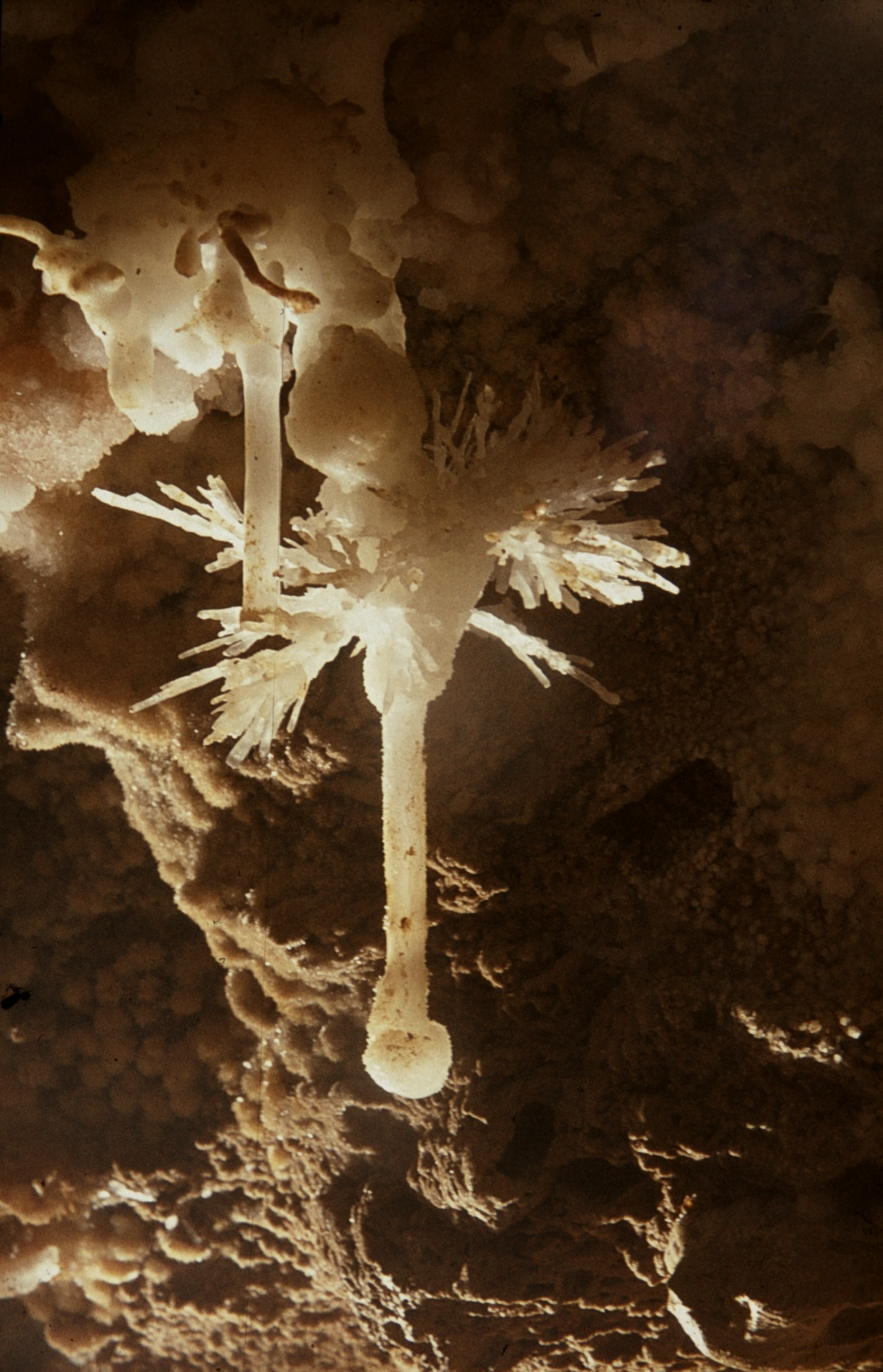
Сталактиты и арагонит, 1973 г.
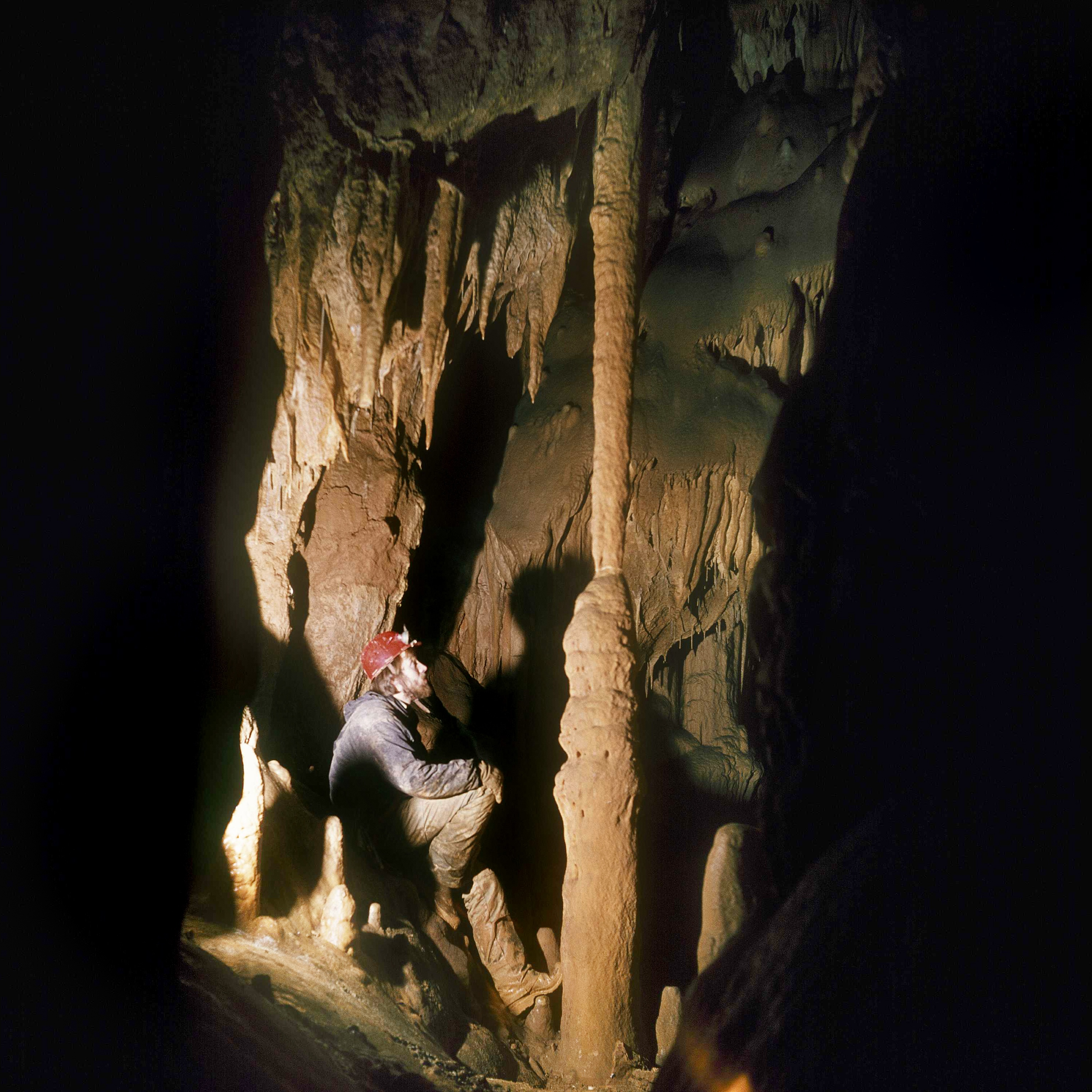
Натечный столб, 1975 г.
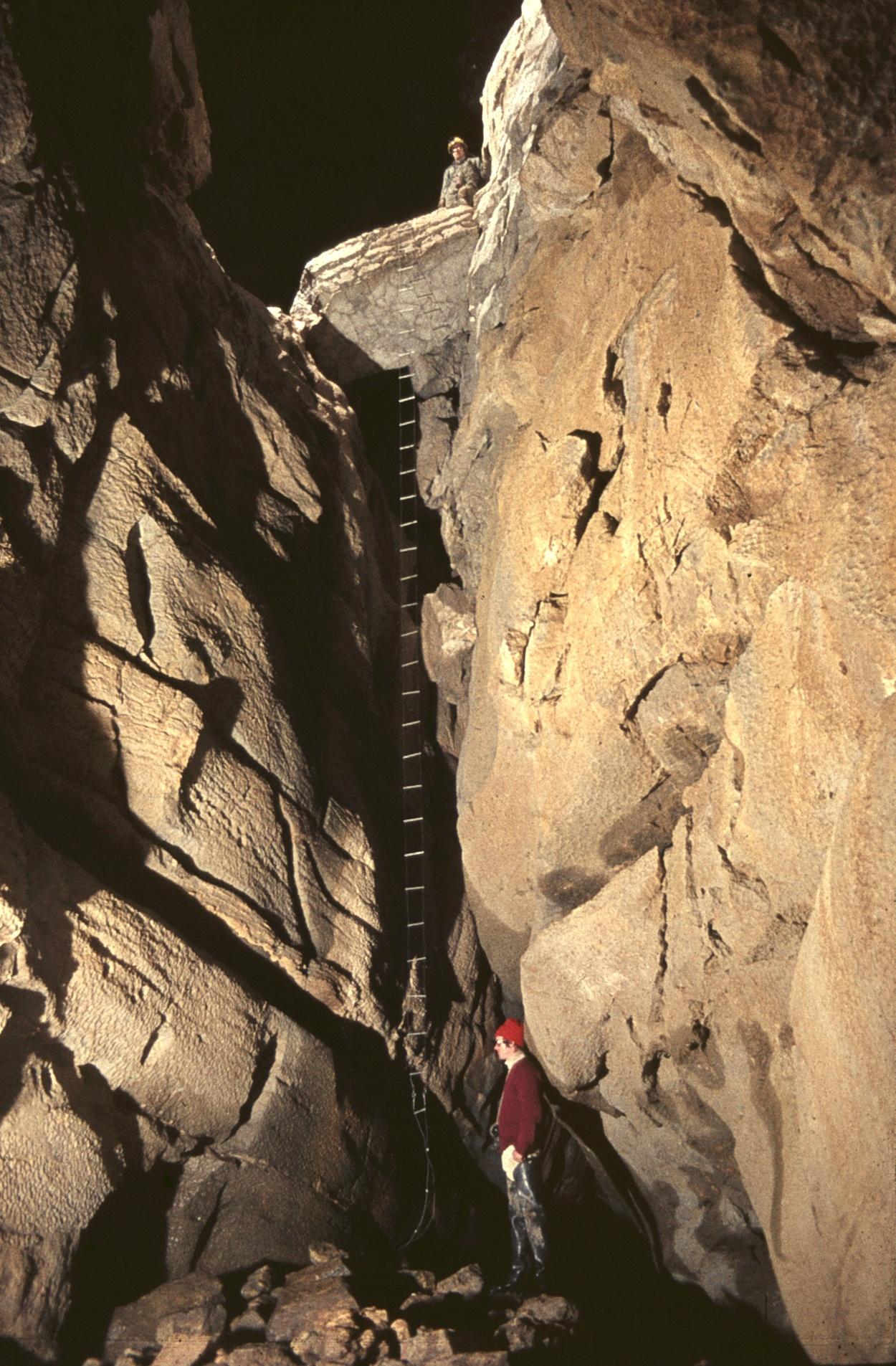
Спуск по стене пещеры, 1975 г.
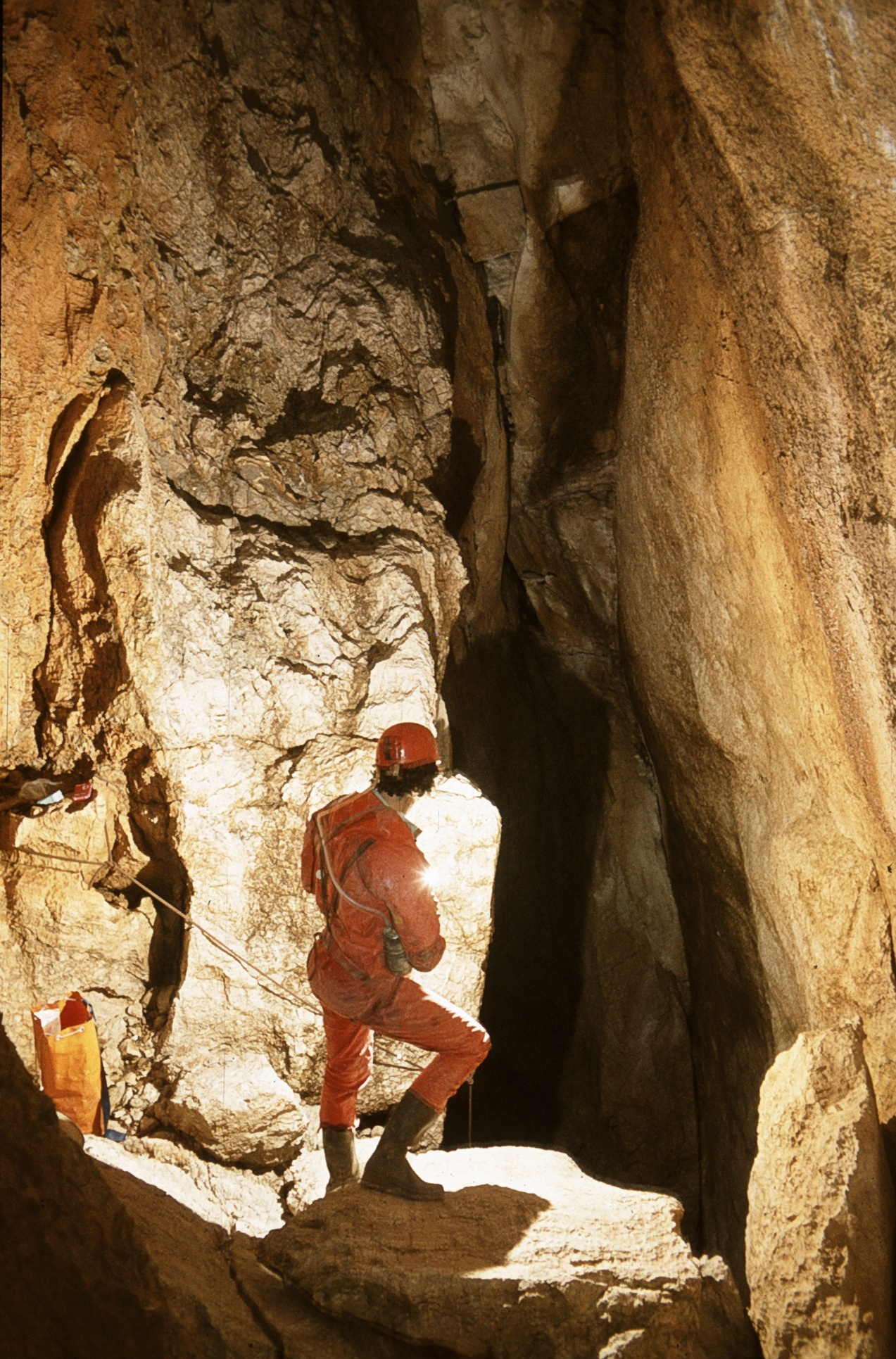
Высокогорная пещера, 1982 г.
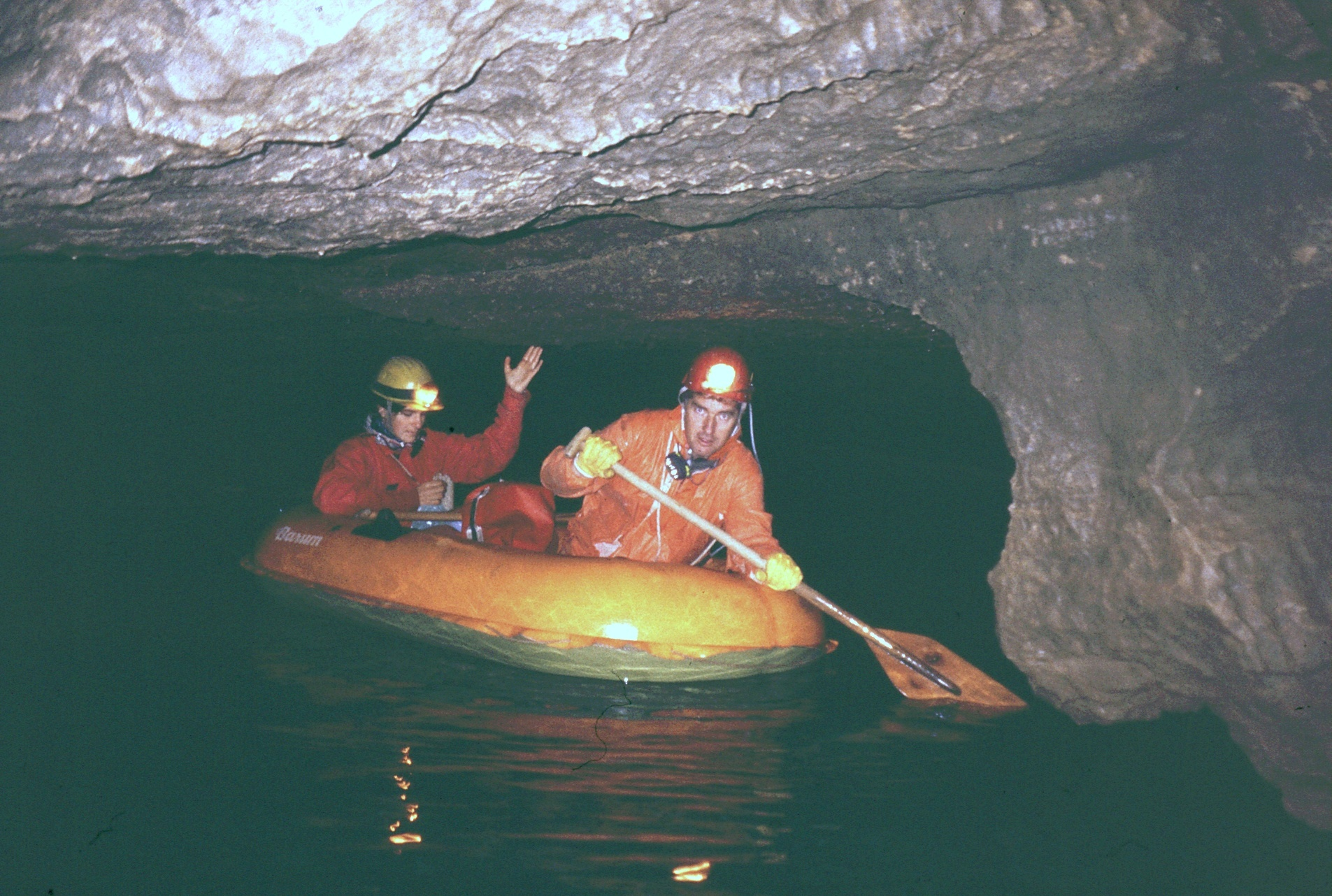
Лодка в проходе, 1996 г.